# Al-Mustànsir (abbàssida del Caire)
Abu-l-Qàssim Àhmad al-Mustànsir bi-L·lah (àrab: أبو القاسم أحمد المستنصر بالله, Abū l-Qāsim Aḥmad al-Mustanṣir bi-Llāh), més conegut pel seu làqab com a al-Mustànsir (? - 1262), fou califa abbàssida del Caire (1261-1262), sota la tutela dels mamelucs d'Egipte.
A la mort del seu germà al-Mustàssim durant la conquesta mongola de Bagdad el 1258, i la caiguda de la ciutat en mans dels mongols, el futur al-Mustànsir, llavors Abu-l-Qàssim Àhmad, i altres abbàssides foren alliberats de la presó. Abu-l-Qàssim Àhmad es va refugiar entre les tribus àrabs de l'Iraq; grups tribals els van portar cap a Egipte on el sultà Bàybars I els va rebre amb els màxims honors (9 de juny de 1261).
Quatre dies després la seva identitat fou confirmada pel gran cadi que li va atorgar la baya seguit pel sultà i els dignataris mamelucs i va adoptar el nom de regne o làqab d'al-Mustànsir bi-L·lah que ja havia portat el seu germà del 1226 al 1242. Bàybars I que era un usurpador (després de l'assassinat de Qútuz) volia una legitimació califal del seu govern que el nou califa li va concedir a la khutba del 17 de juny a la mesquita de la Ciutadella del Caire i el 4 de juliol en una cerimònia solemne en què Bàybars fou investit amb la lliurea negra dels abbàssides i on va rebre el sultanat universal amb plens poders.
El califa va rebre una casa civil i militar i el 3 de setembre (un any just després de la batalla d'Ayn Jalut) va acompanyar el sultà a Damasc on van pregar junts (5 d'octubre). Llavors el califa fou enviat junt amb els fills de Badr-ad-Din Lulu de Mossul que havien fugit a Egipte després de la mort del seu pare el 1259, per reconquerir les seves possessions als mongols. El califa va sortir el 19 d'octubre amb un exèrcit de tres mil homes beduïns donat pel sultà (n'havia demanat deu mil) i es va dirigir a Ana, on es va trobar amb un jove príncep abbàssida rival, descendent en quarta generació del califa al-Mústarxid (1118-1135) que havia estat igualment proclamat califa per Akush al-Barli, un mameluc rebel a Alep i enemic de Bàybars I, i portava el làqab d'al-Hàkim. Els dos califes van unir les seves forces i van baixar per l'Eufrates fins a Hit. El governador mongol de Bagdad va enviar tropes que van enfrontar els califes prop d'al-Anbar. Els mongols van ser derrotats però van aconseguir fer caure els rivals en una emboscada i segurament al-Mustànsir va morir en aquest combat (28 de novembre de 1261), mentre al-Hàkim va poder fugir i arribar al Caire on el 16 de novembre fou instal·lat com a califa (sense poder) i fou el tronc de la branca cairota dels abbàssides.
Encara que en algunes genealogies al-Hàkim apareix com a fill d'al-Mustànsir, això sembla molt poc probable.